# Municipio de Richland (condado de Jay)
El municipio de Richland (en inglés: Richland Township) es un municipio ubicado en el condado de Jay en el estado estadounidense de Indiana. En el año 2010 tenía una población de 4518 habitantes y una densidad poblacional de 63,99 personas por km².

## Geografía
El municipio de Richland se encuentra ubicado en las coordenadas 40°20′38″N 85°10′38″O / 40.34389, -85.17722. Según la Oficina del Censo de los Estados Unidos, el municipio tiene una superficie total de 70.6 km², de la cual 70,53 km² corresponden a tierra firme y (0,11 %) 0,08 km² es agua.

## Demografía
Según el censo de 2010, había 4518 personas residiendo en el municipio de Richland. La densidad de población era de 63,99 hab./km². De los 4518 habitantes, el municipio de Richland estaba compuesto por el 98,43 % blancos, el 0,27 % eran afroamericanos, el 0,07 % eran amerindios, el 0,13 % eran asiáticos, el 0,4 % eran de otras razas y el 0,71 % eran de una mezcla de razas. Del total de la población el 1,33 % eran hispanos o latinos de cualquier raza.